# Emmanuel Akot
Emmanuel Akot (Winnipeg, 17 marzo 1999) è un cestista canadese con cittadinanza sudsudanese.